# مارجوري باريتو
مارجوري باريتو هي سياسية وممثلة فلبينية، ولدت في 19 مايو 1974 في الفلبين.

## وصلات خارجية
- مارجوري باريتو على موقع IMDb (الإنجليزية)
- مارجوري باريتو على موقع قاعدة بيانات الفيلم (الإنجليزية)